# Mait Patrail
Mait Patrail (Põlva, 11 aprile 1988) è un pallamanista estone.
Terzino sinistro di 200 cm per 102 kg, conta 60 A presenze in Nazionale estone.
Nella sua carriera ha giocato nel campionato estone, svizzero e tedesco con Pölva Serviti, Kadetten Handball e TVB Lemgo.
Insignito del titolo di capocannoniere a cinque competizioni di spessore (che lo rendono il giovane più promettente del pianeta handball)
- EURO U18 - Tallinn 2006 (84 reti)
- EHF CUP 2006/07  - con il suo Pölva Serviti firmo' ben 92 reti in 8 partecipazioni europee
- EURO U19 - Göteborg 2007 (79 reti)
- EURO U20 - Bucharest 2008 (83 reti)
- XVII Men´s Junior World Championship - Cairo 2009 (81 reti)
è stato inoltre per due volte votato miglior terzino sinistro europeo di categoria nel 2006 e 2007.
In Estonia, militando per il Pölva Serviti, 
ha vinto il campionato della BHL - Lega Baltica di Pallamano (2008),
2 volte il titolo di campione nazionale (2007 e 2008), 
3 volte il titolo di capocannoniere (2006, 2007 e 2008) 
ed è stato eletto 2 volte miglior terzino sinistro nazionale (2007, 2008).
2009/10, una stagione da incorniciare per Patrail.
Campione elvetico con il Kadetten, miglior terzino sinistro del campionato svizzero, è stato eletto 
pallamanista dell'anno 2009 in Estonia e finalista Coppa europea EHF.
2010/11, riportando la Coppa Svizzera a Schaffhausen, riconfermandosi campione nazionale e miglior terzino sinistro del campionato, 
Mait Patrail, saluta il Kadetten e passa al prestigioso club tedesco TBV Lemgo.
Vanta ben 6 titoli di giocatore estone dell´anno (dal 2006 al 2011).